# Кумановци
Кума̀новци (единствено число кумановец/кумановка, на албански: kumanovarë, единствено число kumanovar) са жителите на град Куманово, Северна Македония.
На 17 ноември 2009 година за петима най кумановци на XX век са обявени писателят Васил Ильоски, композиторът Трайко Прокопиев, инженерът руснак Владимир Антонов, комунистическият партизанин Християн Тодоровски и дългогодишният кмет на града Салтир Путински. За личност на XIX век е обявен иконом поп Димитър Младенов, водач на Кумановската сръбска община, активен деец на ранната сръбска пропаганда в Македония.
През средата на XIX век голяма част от гражданите на Куманово участват в българското възраждане. Изтъкнати дейци на черковното дело в града са Гьоро Борозан, Зафир Тасев и Михаил Байловски.

## Родени в Куманово
А — Б — В — Г — Д —
Е — Ж — З — И — Й —
К — Л — М — Н — О —
П — Р — С — Т — У —
Ф — Х — Ц — Ч — Ш —
Щ — Ю — Я

### А
- Александър Митевски (р. 1934), северномакедонски поет
- Ангел Голомехов (1874 – ?), български революционер от ВМОРО и просветен деец
- Антон Стоянов (1844 – 1868), български революционер, участник в четата на Хаджи Димитър и Стефан Караджа[2]
- Андрей Андреев (р. 1942) български диригент
- Антоние Филиповски (1920 – 1944), югославски партизанин
- Анто Илиев, български революционер, деец на ВМОРО[3]
- Апостол Велков (1870 – ?), участник в Илинденско-Преображенското въстание в Одринско с четата на Кръстьо Българията[4]
- Атанас Божинов, български революционер от ВМОРО, четник на Тодор Паница[5]
- Атанас Кралев, български революционер от ВМОРО
- Аце Русевски (р. 1956), югославски боксьор, олимпийски медалист

### Б
- Батко Георгия (? – 70-те години на XIX век), български търговец, символ на Куманово
- Божил Димитров, български революционер, участник в четата на Хаджи Димитър и Стефан Караджа
- Божко Петрушов Стефанов (1877 – след 1943), български революционер
- Боро Петрушевски (1920 – 1943), югославски партизанин, народен герой на Югославия
- Благое Стефков (1905 – 1965), югославски партизанин
- Благоя Вишнев (? – 1923), деец на МФО, убит от дейци на ВМРО при междуособиците в революционното движение през 20-те години[6]
- Борис Чушкаров (1916 – 1982), югославски партизанин
- Боро Менков (1919 – 1941), югославски партизанин, народен герой на Югославия
- Боро Божиновски (1917 – 1942), югославски партизанин

### В
- Венко Андоновски, (р. 1964), писател от Северна Македония
- Веселинка Малинска (1917 – 1987), югославски партизанин и политик от Македония
- Вера Которка (1925 – 1944), югославска партизанка

### Г
- Георги Димитров – Севдата (? – 1905), български революционер от ВМОРО, четник на Александър Георгиев[7], починал в София[8]
- Георги Кавадарков, български лекар[9]
- Георги Кръстев (? – 1868), български революционер, участник в четата на Хаджи Димитър и Стефан Караджа[10]
- Георги Шуманов, български свещеник, архиерейски наместник в Македония
- Горан Стойкович (1972 – 2015), политик от Северна Македония
- Гийо Ване, българин, православен, арестуван на 4 април 1903 година, обвинен в „започване на акция за изхвърляне на вагоните от релсите на железопътната линия Зубовце - Скопие в близост на гара Куманово с поставяне на камъни вадене на нитовете от железопътната линия“, осъден на доживотен затвор в твърдина, амнистиран с общата амнистия от 12 април 1904 година[11]
- Гьоро Борозан (1835 – 1874), български възрожденец

### Д
- Данило Коцевски (р. 1947), поет и писател от Северна Македония
- Добрила Пуцкова (1926 – 2007), актриса от Северна Македония
- Джелал Байрами (р. 1973), политик от Северна Македония
- Джордже Денкович (1870 – 9 април 1920), банкер, политик, общественик, починал в Белград[12]
- Драгутин Аврамовски (1931 – 1986), художник от СРМ

### З
- Зафир Димков (1866 – 1941), български революционер
- Зафир Тасев (1846 – ?), български общественик
- Захарий Гьорев (1871 – 1943), български революционер
- Зоран Якимовски (р. 1953), художник от Северна Македония

### И
- Иван Анастасовски (р. 1973), политик от Северна Македония, депутат от НСДП
- Иван Бабановски (р. 1941), разузначвач от Северна Македония
- Иван Бучински, български революционер, деец на ВМОРО[3]
- Иван (Йован) Караман, български възрожденец, деец на Кумановската българска община[13]
- Иван Стоилкович (р. 1962), политик и юрист от Северна Македония, депутат от ДПСМ

### Й
- Йордан Ангелов, български революционер, четник на Кръсто Лазаров в 1914 година[14]
- Йордан Ангелов (1891 – 1931), български политик
- Йордан Иванов (1886 – 1911), български революционер
- Йордан Йовчев (? – 1912), български революционер
- Йордан Цеков (р. 1921), югославски партизанин и деец на НОВМ
- Йосиф Иванов (? – 1924), деец на ВМРО, убит от анархисти в Кюстендил.[15]
- Йосиф Христов, йеродякон, завършил Духовна семинария в Москва в 1895 г.[16]

### К
- Кочо Попов (1908 – 1972), български и югославски комунист
- Киро Нацев (1918 – 1942), югославски партизанин, народен герой на Югославия
- Киро Бурназовски (1907 – 1941), югославски партизанин

### Л
- Лидия Тасевска (р. 1970), политик от Северна Македония

### М
- Магдалена Антова (1920 – 1941), югославска партизанка
- Манаси Кършутски (1885 – ?), български юрист и общественик
- Марко Димов Иванов, търговец на зърнени храни; тормозен от югославските власти като буден българин, осъден и лежал в Прилепския затвор; емигрирал в Шумен, Свободна България, където умира; на 30 април 1943 година като жителка на Шумен, съпругата му Жека от Преслав, 45-годишна, подава молба за българска народна пенсия, която е одобрена и пенсията е отпусната от Министерския съвет на Царство България[17]
- Милан Иванов, български революционер от ВМОРО, четник на Димитър Ничев[18] и на Михаил Чаков[19]
- Младен Карапски, български народен деец[20], един от водачите на екзархийското дело в града[21]
- Милан Леков, български революционер от ВМОРО, четник на Дамян Мартинов[22]
- Мате Пандилов, български революционер, участник в Охридското съзаклятие от 1880 – 1881 г., умрял преди 1918 г.[23]
- Методи Антов (1924 – 1996), югославски партизанин и политик
- Методия Петровски (1938 – 2008), югославски политик
- Методия Стоянов, български революционер от ВМОРО
- Миле Денков Думановски (1866 – след 1943), български учител и революционер
- Миле Стоянов, български революционер, четник на Симеон Клинчарски в 1914 година[24]
- Михаил Байловски (1840 – 1925), български общественик
- Михаил Шуманов (1875 – ?), български революционер

### Н
- Наско Денко, българин, православен, арестуван на 4 април 1903 година, обвинен в „започване на акция за изхвърляне на вагоните от релсите на железопътната линия Зубовце - Скопие в близост на гара Куманово с поставяне на камъни вадене на нитовете от железопътната линия“, осъден на доживотен затвор в твърдина, амнистиран с общата амнистия от 12 април 1904 година[25]
- Наце Кралев, български революционер, деец на ВМОРО, загинал преди 1918 г.[26]
- Наце Кралев (1919 – 1941), югославски партизанин

### О
- Оливер Спасовски (р.1976), политик от Северна Македония, депутат от СДСМ

### П
- Перо Георгиев (1918 – 1941), югославски партизанин, народен герой на Югославия
- Петко Костов, български революционер от ВМОРО, четник на Тодор Паница[5]
- Петър Попарсов (р.1969), политик от Северна Македония, депутат от ВМРО-ДПМНЕ
- Псалтир Попантов (? – 1904), български просветен деец и революционер

### С
- Салтир Путински, югославски партизанин и кмет на Куманово
- Саня Атанасовска (р. 1985), северномакедонска журналистка и поетеса
- Светослав Машаров (1893 – ?), български военен деец
- Симеон Величков (1885 – 1906), български революционер от ВМОРО, четник на Петър Апостолов и на Тръпко Стоименов[27]
- Симеон Гелевски (р. 1942), юрист от Северна Македония
- Славко Димевски (1920 – 1994), свещеник, историк и сценарист от Северна Македония[28]
- Спас Младенов и Георги Пешев, български революционери, четници на Филип Тотю в 1876 г.[29]
- Спиро Петков Насков (? – 1913), български военен деец, кандидат-офицер, загинал през Междусъюзническа война[30]
- Стефан Димитров (1843 – 1908), български политик
- Стойко Алексов (1884 – ?), български революционер от ВМОРО, четник на Петър Апостолов[31]
- Стойко Трайков, български революционер от ВМОРО, четник на Цено Куртев[32]
- Стойче Павлев, български революционер, деец на ВМОРО[3]
- Столе Димитриевски (р. 1993), футболист от Северна Македония

### Т
- Теодосий Джартов (1894 – 1945), български политик
- Трайко Атанасов (1918 – 1977), виден български електроинженер
- Трайко Якимов, български революционер от ВМОРО, четник на Константин Калканджиев[33]
- Трайко Прокопиев (1909 – 1979), композитор от Социалистическа Северна Македония
- Трайко Стойковски (1923 – 2005), югославски партизанин и деец на НОВМ
- Траян Димковски (р. 1967), северномакедонски политик
- Траян Стойков, български революционер от ВМОРО, четник на Кръстю Лазаров[34]

### Ф
- Фахри Кая (р. 1930), турски поет и писател от Северна Македония
- Филип Димитров (1845 – 1868), български революционер, участник в четата на Хаджи Димитър и Стефан Караджа[35]
- Филип Петровски (р. 1972), политик от Северна Македония

### Х
- Християн Тодоровски (1921 – 1944), югославски партизанин, народен герой на Югославия
- Христо Георгиевски (1943 – 2000), писател от Северна Македония

### Ц
- Цветан П. Байчинов, български революционер, четник на Кръсто Лазаров в 1914 година[36]
- Цветко Костов, български революционер от ВМОРО, четник на Петър Ангелов[37] и на Апостол Петков[38]

### Опълченци от Куманово
- Иван Георгиев Кертев,[39] на 1 май 1877 година постъпва в III рота на I опълченска дружина, уволнен е на 3 или на 28 юни 1878 година, заселва се в София. Препитава се от земеделие. Умира в 1906 година в София.[40]
- Иван Григоров, IV опълченска дружина, умрял преди 1918 г. в София[41]
- Иван Николов, IV опълченска дружина, умрял преди 1918 г.[42]
- Илия Ташев (Тасев), ІI[43] и IV опълченска дружина[42], умрял преди 1918 г.
- Коста Николов, IV опълченска дружина, към 1918 г. живее в София[42]
- Михаил Филипов, родом от Кумановско, IV опълченска дружина, умрял преди 1918 г.[42]
- Сокол Марков, I опълченска дружина, умрял преди 1918 г.[39]
- Стойко (Стайко) Димитров (Димитриев), на 28 април 1877 година постъпва във II рота на I опълченска дружина, а на 12 юни е преведен в IV рота, ранен е в боя на Шипка на 10 август 1877 година, уволнен е на 11 август 1878 година,[44] умрял преди 1918 г.[39]
- Стойко Манов (Монов, Манев), служи в Опълчението от 1 май 1877 година вероятно в I дружина, на 19 август 1877 година зачислен в IV рота на VII опълченска дружина, на 3 септември 1877 година е преместен в IV рота на I дружина, уволнен на 1 юли 1878 година, след Освобождението живял във Видин,[45]

### Македоно-одрински опълченци от Куманово
- Алексо Алдев, 9 велешка дружина, ранен на 7 ноември 1912 година[46]
- Благой Ангелов, 20-годишен, учител, VІ клас, четата на Спиро Дильов, четата на Тодор Александров[47]
- Гьошо Филипов Димитров, учител, ІV клас, 3 рота на 2 скопска дружина, носител на орден „За храброст“ ІV степен[48]
- Иван Арсениев, 26-годишен, учител, ІV педагогически курс, 3 рота на 10 прилепска дружина[49]
- Иван Новоселски, 51-годишен, висше образование, нестроева рота на 11 серска дружина[50]
- Михаил Алексиев (Алексов), 2 рота на 11 сярска дружина, носител на орден „За храброст“ ІV степен[51]
- Теодос Анев, Сборна партизанска рота на МОО, 14 воденска дружина[52]
- Цветан Байгънов, 26 (27)-годишен, чиновник, ІІ клас, четата на Дончо Златков, 14 воденска дружина[53]
- Цветан П. Байшнев, 26-годишен, чиновник, ІV отделение, 4 рота на 14 воденска дружина[53]

## Починали в Куманово
А — Б — В — Г — Д —
Е — Ж — З — И — Й —
К — Л — М — Н — О —
П — Р — С — Т — У —
Ф — Х — Ц — Ч — Ш —
Щ — Ю — Я

### А
- Ананий Попанастасов (1871 – 1941), български духовник и революционер
- Анжело Димитров Мускуров, български военен деец, подпоручик, загинал през Втората световна война[54]
- Антон Симеонов Кехлибаров, български военен деец, подпоручик, загинал през Втората световна война[54]

### Г
- Георги Иванов Пръвчев, български военен деец, подпоручик, загинал през Втората световна война[55]

### Д
- Димитър Драганов Маринов, български военен деец, майор, загинал през Втората световна война[56]
- Димитър Узунов (1842 – 1887), български просветен деец

### Е
- Екатерина Симидчиева (1872 – 1899), българска героиня
- Ефрем Тасев, български революционер, четник на Дончо Ангелов в 1915 година[57]

### Й
- Йован Довезенски (1873 – 1935), сърбомански четнически войвода

### К
- Кирил Стоилов Андонов, български военен деец, капитан, загинал през Втората световна война[58]
- Кръстю Лазаров (1881 – 1945), Кумановски войвода на ВМОРО.

### М
- Михаил Ракиджиев (1878 – 1935), български революционер от ВМОРО

### Н
- Недялчо Димитров Бончев, български военен деец, поручик, загинал през Втората световна война[59]

### Т
- Тоде Илич (1943 – 2014), югославски политик и кмет на Куманово

### Х
- Хаджи Ради Хаджиславов, български военен деец, майор, загинал през Първата световна война[60]

## Други
- Андон Дамянов, български свещеник и деец на българското възраждане[20]
- Владимир Антонов (1882 – 1946), руско-югославски инженер
- Георги Караманов, български учител и революционер, председател на Кумановския околийски комитет на ВМОРО в 1904 – 1905 година[61]